# Bestwina (gromada)
Bestwina – dawna gromada, czyli najmniejsza jednostka podziału terytorialnego Polskiej Rzeczypospolitej Ludowej w latach 1954–1972.
Gromady, z gromadzkimi radami narodowymi (GRN) jako organami władzy najniższego stopnia na wsi, funkcjonowały od reformy reorganizującej administrację wiejską przeprowadzonej jesienią 1954 do momentu ich zniesienia z dniem 1 stycznia 1973, tym samym wypierając organizację gminną w latach 1954–1972.
Gromadę Bestwina z siedzibą GRN w Bestwinie utworzono – jako jedną z 8759 gromad na obszarze Polski – w powiecie bielskim w woj. stalinogrodzkim, na mocy uchwały nr 15/54 WRN w Stalinogrodzie z dnia 5 października 1954. W skład jednostki wszedł obszar dotychczasowej gromady Bestwina oraz część obszaru dotychczasowej gromady Bestwinka (położona na południe od toru kolejowego Czechowice-Oświęcim) ze zniesionej gminy Bestwina w tymże powiecie. Dla gromady ustalono 27 członków gromadzkiej rady narodowej.
20 grudnia 1956 województwo stalinogrodzkie przemianowano (z powrotem) na katowickie.
31 grudnia 1959 do gromady Bestwina włączono obszar zniesionej gromady Janowice w tymże powiecie.
Gromada przetrwała do końca 1972 roku, czyli do kolejnej reformy gminnej. 1 stycznia 1973 w powiecie bielskim reaktywowano gminę Bestwina.
1 lutego 1977 gminę zniesiono włączając jej obszar do nowo utworzonej gminy Czechowice-Dziedzice. 1 października 1982 gminę Bestwina reaktywowano.